# Тюлька прісноводна
Тюлька прісноводна (Clupeonella tscharchalensis) — вид риба родини оселедцевих (Clupeidae). Риба має невеликі розміри, сягаючи 10 см довжиною, живе до 5 років.

## Ареал
Ареал охоплює басейн Каспійського моря, а саме пониззя річок Волга і Урал. У верхній течії Волги, особливо в її притоці — Кама — вважається інвазивним. Крім того був заселений до басейну середнього Дону (басейн Азовського моря).

## Біологія та екологія
Прісноводна пелагічна риба, що віддає перевагу озерам і водосховищам. Сезон розмноження триває з квітня по липень, нерест відбувається у відкритих водах. Живиться дрібними ракоподібними, зокрема копеподами і кладоцерами.